# پروانکی‌های گواناکاسته
پروانکی‌های گواناکاسته (نام علمی: Macrosoma amaculata) نام یک گونه از تیره شاپرک‌های آمریکایی است.